# Mangzhongqiao
Mangzhongqiao (kinesiska: 芒种桥, 芒种桥乡) är en socken i Kina. Den ligger i provinsen Henan, i den centrala delen av landet, omkring 200 kilometer öster om provinshuvudstaden Zhengzhou. Antalet invånare är 34 263. Befolkningen består av 16 972 kvinnor och 17 291 män. Barn under 15 år utgör 20,0 %, vuxna 15-64 år 70 %, och äldre över 65 år 8,0 %.
Genomsnittlig årsnederbörd är 888 millimeter. Den regnigaste månaden är juli, med i genomsnitt 196 mm nederbörd, och den torraste är januari, med 7 mm nederbörd.